# オートルート A837
オートルート A837（Autoroute française A837、高速道路A837号線）は、シャラント＝マリティーム県サントからロシュフォールまでを結ぶフランスのオートルートのひとつ。大西洋中部欧州道路（fr:Route Centre-Europe Atlantique、RCEA）と河口域高速道路（fr:Autoroute des Estuaires）を構成する一部として1997年3月に開通した。フランス南部高速道路（fr:Autoroutes du sud de la France、ASF）に認可されている。別名オートルート・デ・ゾワゾー（autoroute des Oiseaux）である。
全線約38kmにおよび、幹線であるA10号線とロシュフォールを結ぶ支線となっている。

## 経路
- A10号線と接続
  -  ラ・ピエール・ド・クラザンヌAR（La Pierre de Crazannes）、休憩
  -  レ・オワゾーAR（Les Oiseaux）、休憩
- 34 トネ＝シャラント（Tonnay-Charente）、トネ＝シャラント10km地点
- 33 トネ＝シャラント（Tonnay-Charente）、トネ＝シャラント8km地点
- 32 ロシュフォール北（Rochefort-nord）、ロシュフォール
- 31 ロシュフォール中央（Rochefort centre）、ロシュフォール
- 国道137号線と接続

## 欧州自動車道路
全線が欧州自動車道路のE602号線に指定されている。

## 横断する地域圏と県
- ポワトゥー＝シャラント地域圏
  - シャラント＝マリティーム県